# NGC 111
NGC 111 es una entrada en el Nuevo Catálogo Generalque se refiere a un cuerpo celeste inexistente o perdido que no se volvió a ver desde su descubrimiento.
Este objeto fue registrado por Francis Preserved Leavenworth en 1886 en la constelación de Cetus,pero desde ese año no se volvió a ver
Según el astrónomo Wolfgang Steinicke, NGC 111 es la misma galaxia que NGC 758.
Tiene una magnitud visual desconocida, una ascensión recta de 00h 27m 00s y una declinación de +71° 24' 00".